# Прохнич Володимир Васильович
Володимир Васильович Прохнич (нар. 27 березня 1978 — 3 вересня 2022) — український військовослужбовець, учасник російсько-української війни, який загинув під час російського вторгнення в Україну.

## Життєпис
Народився 27 березня 1978 року в місті Ірпені на Київщині.
Воював на Донбасі у складі інженерно-саперної роти батальйону Айдар. Брав участь у боях за Хрящувате, Щастя, Троїцьке.
В 2016 році отримав мінно-вибухову травму та струс мозку, був двічі пораненим.
Після поранень зайнявся власною справою (шиномонтажем) та приймав на роботу ветеранів. На його шиномонтажі для ветеранів була знижка, а для родин загиблих роботи виконувалися безоплатно. Навчав інженерно-саперної справи інших військовослужбовців.
У серпні 2021 року, Прохнич прибув до будівлі Кабінету Міністрів України в м. Києві та погрожував підірвати себе і будівлю ручною гранатою. При цьому Прохнич висмикнув з гранати кільце і наказав двом працівникам закладу бути з ним поруч, а охоронцям — триматися осторонь і не застосовувати зброю. В ході переговорів Прохнича вмовили привести гранату в безпечний стан, віддати її поліцейським і здатися.
5 листопада 2021 року, Печерський суд міста Києва відпустив Прохнича з-під варти, змінивши запобіжний захід з утримання під вартою на цілодобовий домашній арешт. Проведення наступного судового засідання було заплановано на 28 грудня 2021 року.
24 лютого 2022 року, з початком російського вторгнення в Україну воював у рідному Ірпені, де був оператором протитанкового гранатомета NLAW. Брав участь в боях за Бучу.
3 вересня 2022 року, вранці, загинув у боях з російськими окупантами на сході України.

## Нагороди і вшанування
- орден «За мужність» III ступеня (2015) — За особисту мужність і самовідданість, виявлені у захисті державного суверенітету та територіальної цілісності України, високий професіоналізм, вірність військовій присязі[8].
- Почесний громадянин міста Ірпінь (посмертно)[9]